# Gaston Peltier
Pour les articles homonymes, voir Peltier.
Gaston Peltier est un footballeur français né le 2 août 1877 à Rouen et mort le 8 octobre 1951 à Bayonne.

## Biographie
Gaston Peltier évolue au poste d'attaquant au Club français puis au Racing Club de France. Il est appelé pour faire partie de l'équipe olympique de l'USFSA représentant la France au tournoi de football aux Jeux olympiques d'été de 1900 à Paris. Il joue le deuxième match contre l'Université de Bruxelles, représentant la Belgique et marque deux buts. La France sera a posteriori médaillée d'argent, la compétition étant à la base une démonstration.
Il combat durant la Première Guerre mondiale, pendant laquelle il est intoxiqué par un obus au gaz ; il est décoré de la Croix de guerre 1914-1918.

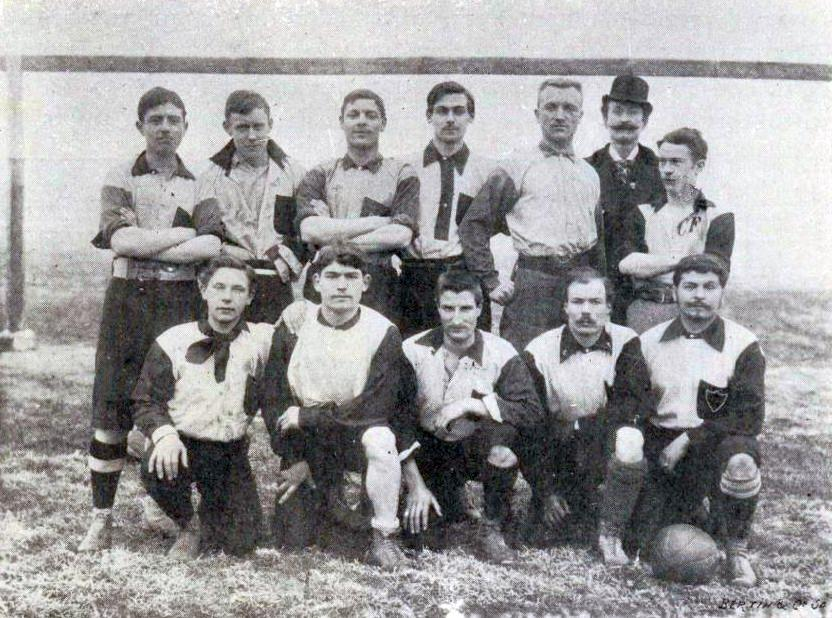
Le Club français opposé aux English Ramblers en décembre 1897. Peltier est au 1er rang au centre.
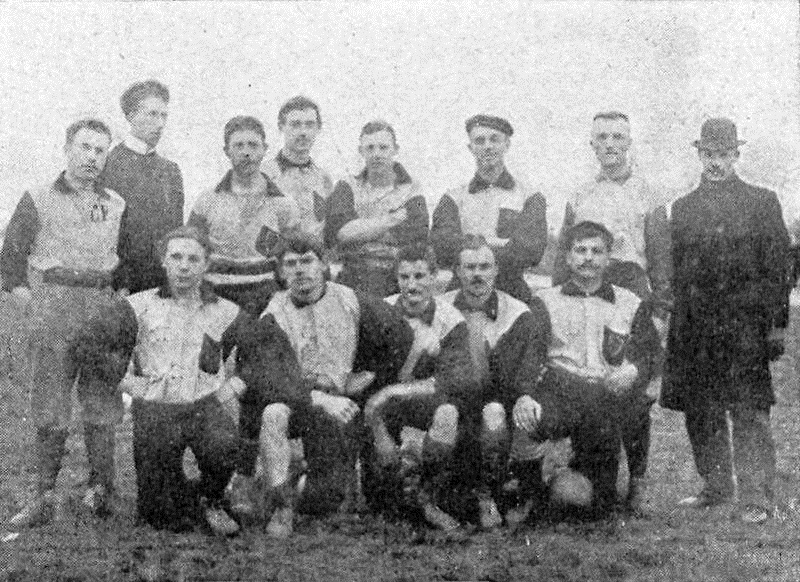
Le Club français finaliste du championnat de France 1898. Peltier est au 1er rang au centre.
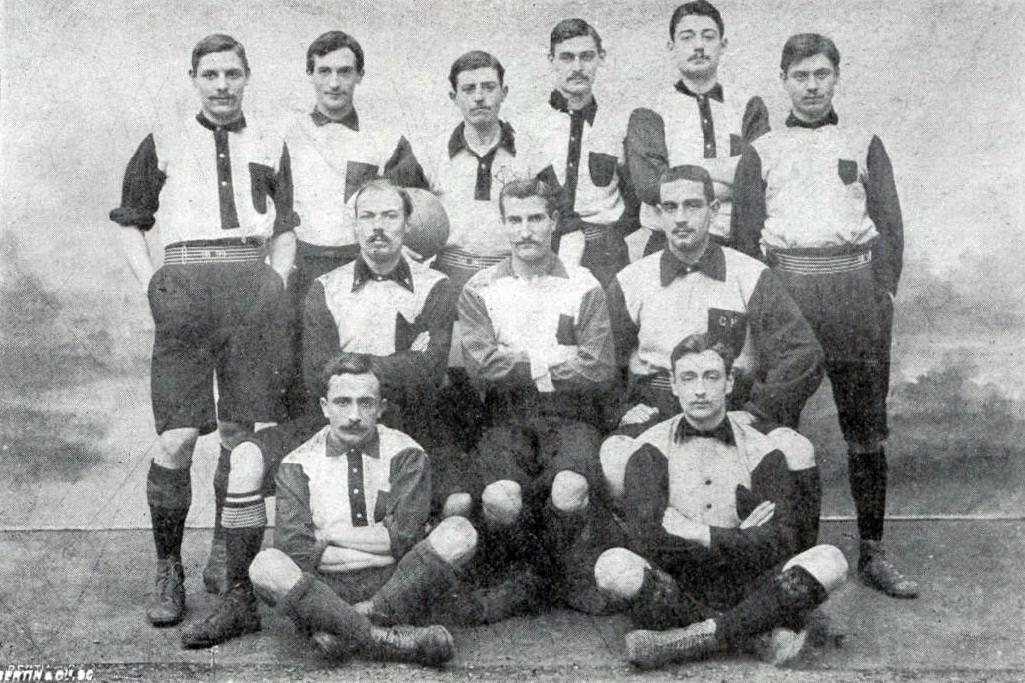
Le Club français, champion de Paris en 1899. Peltier est au 2e rang au centre.

## Palmarès
- Médaille d'argent aux Jeux olympiques de 1900 avec l'équipe de France olympique USFSA
- Vainqueur du Championnat de France de football 1896 avec le Club français
- Vainqueur de la Coupe Manier 1900 avec le Club français
- Finaliste du Championnat de France de football 1900 (USFSA) avec le Club français
- Finaliste de la Coupe Dewar 1903 avec le Club français

## Distinctions
- Croix de guerre 1914–1918